# Hootie and the Blowfish

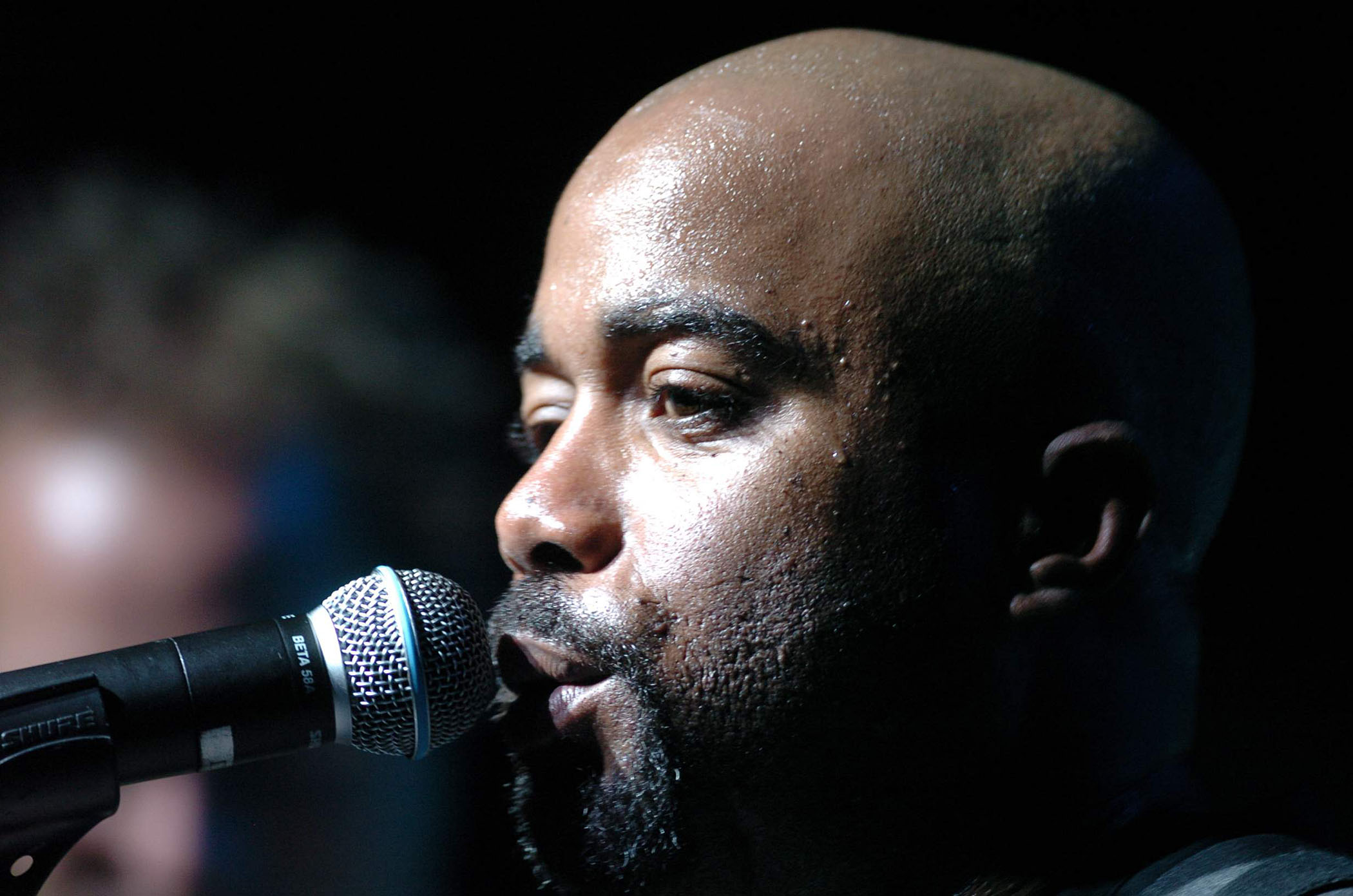
Darius Rucker

Hootie and the Blowfish, auch Hootie & The Blowfish geschrieben, ist eine US-amerikanische Alternative-Band, die an der University of South Carolina gegründet wurde und eine Mainstream-Variante des Bluesrock spielt.

## Geschichte
Die Gründungsmitglieder waren Darius Rucker, Dean Felber, Jim „Soni“ Sonefeld und Mark Bryan. Ihr Debütalbum Cracked Rear View, das 1994 erschien, wurde ein sofortiger Erfolg und erreichte inzwischen 21-fachen Platinstatus (Doppeldiamant-Status) in den USA. Damit war es das meistverkaufte Album im Jahr 1995 und gehört bis heute zu den 20 erfolgreichsten Alben in den US-Charts. Enthalten auf dem Album waren die vier Hits Hold My Hand, Let Her Cry, Only Wanna Be with You und Time. 1995 einigte sich die Band mit Bob Dylan außergerichtlich über die unautorisierte Nutzung seines Textes zu Only Wanna Be with You. 1996 gewann die Band einen Grammy als „Best New Artist“. In Europa konnte die Band allerdings keine vergleichbare Popularität erreichen.
1995 steuerten Hootie and the Blowfish den Song Hey Hey What Can I Do zu Encomium, dem Tribute-Album für Led Zeppelin, bei. Auch ihre Cover-Version des Songs I Go Blind, ursprünglich als Soundtrack der TV-Serie Friends 1995 veröffentlicht, wurde ein Überraschungshit. Dies ist umso bemerkenswerter, als dieser Song weder auf dem Album Cracked Rear View noch auf dem zweiten Album, Fairweather Johnson, enthalten war. Beide Songs, Hey Hey What Can I Do und I Go Blind wurden später auf der Raritäten-/B-Seiten-Sammlung Scattered, Smothered and Covered veröffentlicht. 
Bereits das zweite Album konnte bei weitem nicht an den Erfolg des Debüts anknüpfen, man verkaufte aber immerhin über vier Millionen Exemplare. Die folgenden drei Alben waren zunehmend wenig erfolgreich, und auch weitere Hits blieben aus. Im August 2008 gab die Band bekannt, dass Darius Rucker sich auf seine Solo-Karriere konzentrieren wolle. Die Band werde keine Alben mehr aufnehmen und nur noch ab und zu im Rahmen ihrer Charity-Stiftung auftreten. Tatsächlich kam es seither immer wieder zu vereinzelten Auftritten, aber lange Zeit nicht zur Veröffentlichung von neuem Material. Erst im Herbst 2019 erschien dann überraschend ein neues Album der Band, das den Titel Imperfect Circle trägt.

## Diskografie

### Studioalben
| Jahr | Titel                 | Höchstplatzierung, Gesamtwochen, AuszeichnungChartplatzierungen (Jahr, Titel, Platzierungen, Wochen, Auszeichnungen, Anmerkungen) | Höchstplatzierung, Gesamtwochen, AuszeichnungChartplatzierungen (Jahr, Titel, Platzierungen, Wochen, Auszeichnungen, Anmerkungen) | Höchstplatzierung, Gesamtwochen, AuszeichnungChartplatzierungen (Jahr, Titel, Platzierungen, Wochen, Auszeichnungen, Anmerkungen) | Höchstplatzierung, Gesamtwochen, AuszeichnungChartplatzierungen (Jahr, Titel, Platzierungen, Wochen, Auszeichnungen, Anmerkungen) | Anmerkungen                                                    |
| Jahr | Titel                 | DE | CH | UK | US | Anmerkungen                                                    |
| ---- | --------------------- | --- | --- | --- | --- | -------------------------------------------------------------- |
| 1994 | Cracked Rear View     | DE45 (9 Wo.)DE | — | UK12 Gold · (26 Wo.)UK | US1 ×2Doppeldiamant + Doppelplatin · (129 Wo.)US                                                                                  | Erstveröffentlichung: 5. Juli 1994 Verkäufe: + 23.265.000      |
| 1996 | Fairweather Johnson   | DE41 (14 Wo.)DE | CH37 (5 Wo.)CH | UK9 Gold · (19 Wo.)UK | US1 ×3Dreifachplatin · (44 Wo.)US                                                                                                 | Erstveröffentlichung: 23. April 1996 Verkäufe: + 3.547.500     |
| 1998 | Musical Chairs        | DE72 (3 Wo.)DE | — | UK15 Silber · (6 Wo.)UK | US4 Platin · (23 Wo.)US | Erstveröffentlichung: 15. September 1998 Verkäufe: + 1.250.000 |
| 2003 | Hootie & the Blowfish | — | — | — | US46 (6 Wo.)US | Erstveröffentlichung: 4. März 2003                             |
| 2005 | Looking for Lucky     | — | — | — | US47 (6 Wo.)US | Erstveröffentlichung: 9. August 2005                           |
| 2019 | Imperfect Circle      | — | — | UK100 (1 Wo.)UK | US26 (2 Wo.)US | Erstveröffentlichung: 1. November 2019                         |

### Livealben
- 2006: Live in Charleston

### Kompilationen
| Jahr | Titel                            | Höchstplatzierung, Gesamtwochen, AuszeichnungChartsChartplatzierungen (Jahr, Titel, Platzierungen, Wochen, Auszeichnungen, Anmerkungen) | Anmerkungen                            |
| Jahr | Titel                            | US | Anmerkungen                            |
| ---- | -------------------------------- | --- | -------------------------------------- |
| 2000 | Scattered, Smothered and Covered | US71 (3 Wo.)US | Erstveröffentlichung: 24. Oktober 2000 |
| 2004 | The Best of: 1993-2003           | US62 (7 Wo.)US | Erstveröffentlichung: 2. März 2004     |

### EPs
- 1993: Kootchypop

### Singles
| Jahr | Titel Album                                             | Höchstplatzierung, Gesamtwochen, AuszeichnungChartplatzierungen (Jahr, Titel, Album, Platzierungen, Wochen, Auszeichnungen, Anmerkungen) | Höchstplatzierung, Gesamtwochen, AuszeichnungChartplatzierungen (Jahr, Titel, Album, Platzierungen, Wochen, Auszeichnungen, Anmerkungen) | Höchstplatzierung, Gesamtwochen, AuszeichnungChartplatzierungen (Jahr, Titel, Album, Platzierungen, Wochen, Auszeichnungen, Anmerkungen) | Anmerkungen                                                                      |
| Jahr | Titel Album                                             | DE | UK | US | Anmerkungen                                                                      |
| ---- | ------------------------------------------------------- | --- | --- | --- | -------------------------------------------------------------------------------- |
| 1994 | Hold My Hand Cracked Rear View                          | — | UK50 (3 Wo.)UK | US10 (44 Wo.)US | Erstveröffentlichung: 18. Juli 1994                                              |
| 1994 | Let Her Cry Cracked Rear View                           | DE78 (7 Wo.)DE | UK75 (2 Wo.)UK | US9 (35 Wo.)US | Erstveröffentlichung: 17. Dezember 1994                                          |
| 1995 | Only Wanna Be with You Cracked Rear View                | DE65 (12 Wo.)DE | UK85 (2 Wo.)UK | US6 (32 Wo.)US | Erstveröffentlichung: 17. Juli 1995                                              |
| 1995 | Time Cracked Rear View                                  | — | — | US14 (26 Wo.)US | Erstveröffentlichung: 24. Oktober 1995                                           |
| 1996 | Old Man & Me (When I Get to Heaven) Fairweather Johnson | DE75 (10 Wo.)DE | UK57 (1 Wo.)UK | US13 (20 Wo.)US | Erstveröffentlichung: 2. April 1996                                              |
| 1996 | Tucker’s Town Fairweather Johnson                       | — | UK77 (1 Wo.)UK | US38 (20 Wo.)US | Erstveröffentlichung: 1. Juli 1996                                               |
| 1998 | I Will Wait Musical Chairs                              | — | UK57 (2 Wo.)UK | — | Erstveröffentlichung: Oktober 1998                                               |
| 2025 | Bottle Rockets –                                        | — | — | US51 (… Wo.)US | Erstveröffentlichung: 15. Mai 2025 Scotty McCreery feat. Hootie and the Blowfish |

Weitere Singles
- 1995: Drowning
- 1996: Sad Caper
- 1999: Only Lonely
- 1999: Wishing
- 2003: Innocence
- 2003: It’s Alright
- 2003: Goodbye Girl
- 2005: One Love
- 2006: Get Out of My Mind
- 2019: Hold On
- 2019: Miss California

### Videoalben
- 1995: Summer Camp With Trucks (US: Gold)

## Auszeichnungen für Musikverkäufe
| Goldene Schallplatte - Australien - 1995: für die Single Let Her Cry - Dänemark - 2020: für das Album Cracked Rear View - Neuseeland - 1996: für das Album Fairweather Johnson 2× Platin-Schallplatte - Australien - 1996: für das Album Cracked Rear View | 7× Platin-Schallplatte - Neuseeland - 1996: für das Album Cracked Rear View Diamantene Schallplatte - Kanada - 1996: für das Album Cracked Rear View |

Anmerkung: Auszeichnungen in Ländern aus den Charttabellen bzw. Chartboxen sind in ebendiesen zu finden.
| Land/RegionAuszeichnungen für Musikverkäufe (Land/Region, Auszeichnungen, Verkäufe, Quellen) | Silber  | Gold     | Platin       | Diamant     | Verkäufe   | Quellen                   |
| -------------------------------------------------------------------------------------------- | ------- | -------- | ------------ | ----------- | ---------- | ------------------------- |
| Australien (ARIA)                                                                            | —       | Gold1    | 2× Platin2   | —           | 175.000    | aria.com.au               |
| Dänemark (IFPI)                                                                              | —       | Gold1    | —            | —           | 10.000     | ifpi.dk                   |
| Kanada (MC)                                                                                  | —       | —        | —            | Diamant1    | 1.000.000  | musiccanada.com           |
| Neuseeland (RMNZ)                                                                            | —       | Gold1    | 7× Platin7   | —           | 112.500    | aotearoamusiccharts.co.nz |
| Vereinigte Staaten (RIAA)                                                                    | —       | Gold1    | 6× Platin6   | 2× Diamant2 | 26.050.000 | riaa.com                  |
| Vereinigtes Königreich (BPI)                                                                 | Silber1 | 2× Gold2 | —            | —           | 260.000    | bpi.co.uk                 |
| Insgesamt                                                                                    | Silber1 | 6× Gold6 | 15× Platin15 | 3× Diamant3 |            |                           |